# Carles Vilariño-Güell
Carles Vilariño-Güell (Torelló, Osona, 20 de setembre de 1977) és un biòleg i genetista català especialitzat en la identificació de gens que porten mutacions responsables de l'aparició de malalties neurològiques i del son. Ha treballat a la Clínica Mayo, a la universitat canadenca de Saskatchewan (Canadà), a la Universitat d'Oxford i a l'Institut de Neurologia del University College de Londres. Actualment desenvolupa la seva recerca científica al Djavad Mowafaghian Centre for Brain Health associat a la Universitat de la Colúmbia Britànica (Vancouver, Canadà).
L'any 2016 va dirigir el descobriment de la primera mutació genètica hereditària relacionada amb l'esclerosi múltiple, que feia que els seus portadors augmentessin fins al 70% la possibilitat de desenvolupar la malaltia. El gen mutat NR1H3, degut a un canvi d'arginina per glutamina a l'hora de codificar per la proteïna corresponent, provoca una resposta inflamatòria intensificada del sistema immunitari, una desmielinització crònica, i com a conseqüència, una pèrdua neuronal i un caràcter progressiu de la malaltia.

## Treballs publicats
- «Nuclear Receptor NR1H3 in Familial Multiple Sclerosis». Neuron, 01-06-2016.]
- «Genetic variants in IL2RA and IL7R affect multiple sclerosis disease risk and progression». Neurogenetics, 4-2014.
- «Progressive multiple sclerosis does not associate with rs996343 and rs2046748». Multiple Sclerosis, 12-2013.
- «Analysis of CYP27B1 in multiple sclerosis». Journal of Neuroimmunology, 11-2013.
- «DNAJC13 mutations in Parkinson disease». Human Molecular Genetics, 11-2013.
- «Identification of FUS p.R377W in essential tremor». European Journal of Neurology, 7-2013.
- «VPS35 mutations in Parkinson disease». American Journal of Human Genetics, 7-2011.
- «Translation initiator EIF4G1 mutations in familial Parkinson disease». American Journal of Human Genetics, 9-2011.
- «Association of LRRK2 exonic variants with susceptibility to Parkinson's disease: a case-control study». Lancet Neurology, 10-2011.
- «DCTN1 mutations in Perry syndrome». Nature Genetics, 2-2009.
- «A genetic risk factor for periodic limb movements in sleep». New England Journal of Medicine, 1-2008.